# Netherpool
Netherpool var en civil parish från 1866 till 1911 då den blev en del av Ellesmere Port, i grevskapet Cheshire, i England. Civil parish hade 21 invånare år 1901. Ward hade 5 448 invånare år 2021.